# Plaški
Plaški so naselje na Hrvaškem, ki je središče občine Plaški Karlovške županije.
Naselje in občinsko središče leži okoli 25 km jugovzhodno od regiskega središča Ogulina na Plaškem polju na nadmorski višini 377 m, v področju Ogulinsko-plaščanske doline, med Gorskim kotarjem in Kordunom ter ob železniški progi Zagreb-Split. V naselju stojita župnijska cerkev sv. Ane postavljena leta 1807 in pravoslavna katedrala Vavedenja Presvete Bogorodice, ki je bila zgrajena med leti 1721 do 1763 in prenovljena leta 1906, ko je dobila današnji videz. V bližini Plaškega, na lokaciji Gradine, so ruševine srednjeveškega gradu Plasi.

## Demografija
| Pregled števila prebivalcev po letih | Pregled števila prebivalcev po letih | Pregled števila prebivalcev po letih | Pregled števila prebivalcev po letih | Pregled števila prebivalcev po letih | Pregled števila prebivalcev po letih | Pregled števila prebivalcev po letih | Pregled števila prebivalcev po letih | Pregled števila prebivalcev po letih | Pregled števila prebivalcev po letih | Pregled števila prebivalcev po letih | Pregled števila prebivalcev po letih | Pregled števila prebivalcev po letih | Pregled števila prebivalcev po letih | Pregled števila prebivalcev po letih |
| ------------------------------------ | ------------------------------------ | ------------------------------------ | ------------------------------------ | ------------------------------------ | ------------------------------------ | ------------------------------------ | ------------------------------------ | ------------------------------------ | ------------------------------------ | ------------------------------------ | ------------------------------------ | ------------------------------------ | ------------------------------------ | ------------------------------------ |
| 1857                                 | 1869                                 | 1880                                 | 1890                                 | 1900                                 | 1910                                 | 1921                                 | 1931                                 | 1948                                 | 1953                                 | 1961                                 | 1971                                 | 1981                                 | 1991                                 | 2001                                 |
| 1590                                 | 1406                                 | 1322                                 | 1397                                 | 1549                                 | 1461                                 | 1678                                 | 1868                                 | 1437                                 | 1667                                 | 1808                                 | 2222                                 | 2262                                 | 2271                                 | 1469                                 |